# Süleyman Seyyit

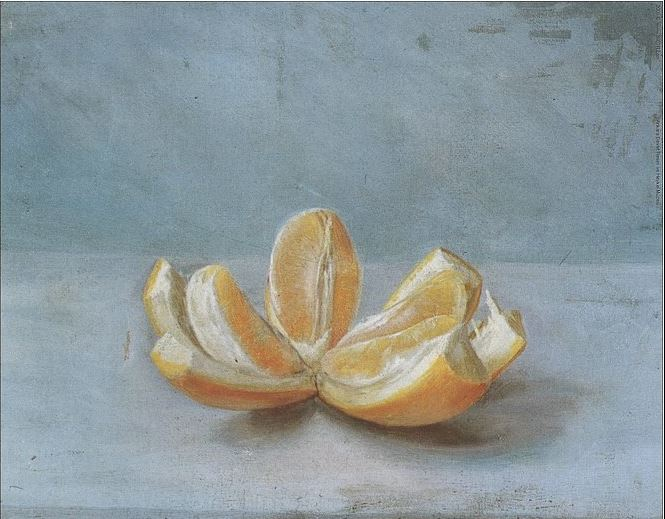
Nature morte avec une orange.

Süleyman Seyyit ou Süleyman Seyyid, né en 1842 à Constantinople et mort le 23 septembre 1913 à Sarıyer dans sa ville natale, est un peintre et professeur d'art ottoman. Il est principalement connu pour ses natures mortes.

## Biographie
Süleyman Seyyit naît en 1842 à Constantinople, dans une noble famille anatolienne. Son grand-père est un maître artisan bien connu, spécialisé dans les incrustations de nacre. Après avoir terminé ses études primaires, il fréquente l'Académie militaire turque. 
Ses esquisses et aquarelles attirent l'attention de Giovanni Schranz (1794-1882), un peintre maltais en visite à Constantinople. Seyyid décide, sous l'impulsion de Schranz, de faire carrière dans l'art. 
Après avoir étudié à l'Académie militaire de Constantinople, il est envoyé par le sultan Abdülaziz à Paris. Dans cette ville, en 1862, il  étudie dans une école spéciale créée pour les étudiants turcs. Il étudie ensuite à l'École des Beaux-Arts. Sous la direction d'Alexandre Cabanel, il développe son talent pour le travail minutieux. Après cela, il étudie en Italie pendant un an et rentre chez lui en 1870.
De retour en Turquie, il est nommé assistant du peintre Osman Nuri Pacha (1839-1906) à l'Académie militaire, où il enseigne pendant de nombreuses années.
En 1871, Şeker Ahmet Paşa revient également de Paris et rejoint l'Académie en tant qu'autre professeur d'art. Des désaccords croissants entre les deux hommes conduisent à la démission de Seyyid en 1880.
Il enseigne au lycée militaire Kuleli pendant quatre ans, puis est transféré à l'école de médecine militaire, où il reste jusqu'en 1910, pour finalement accéder au rang de colonel (Miralay). Pendant cette période, il organise des expositions destinées à familiariser le public ottoman avec les styles de peinture occidentaux. Il écrit également écrit des essais sur l'art et a travaillé comme traducteur pour plusieurs journaux. 
Déçu de ne pas avoir réussi à dépasser le grade de major, Süleyman Seyyit travaille également comme professeur de français dans plusieurs écoles. Il contribue à des articles de journaux et écrit un ouvrage inédit sur la perspective. Ses peintures, influencées par l'art européen, comprennent des natures mortes, telles que Nature morte avec jacinthes (1900 ; Constantinople, Mimar Sinan U., Mus. Ptg & Sculp.), et des paysages, par exemple À l'intérieur des bois (1900 ; Constantinople, Mimar Sinan U., Mus. Ptg & Sculp.). Comme le peintre Ahmet Ali, il évite généralement les sujets narratifs figuratifs.
Homme d'une grande spiritualité, il a apparemment donné la plupart de ses œuvres.
Mort le 23 septembre 1913 à Sarıyer, Süleyman Seyyit est inhumé au cimetière d'Ortaçeşme.
Nombre de ses tableaux, vendus à titre posthume dans le cadre de sa succession, se sont ensuite détériorés dans des collections privées.